# Ил-2 Штурмовик: Забытые сражения
«Ил-2 Штурмовик: Забытые сражения» (англ. IL-2 Sturmovik: Forgotten Battles) — авиасимулятор, продолжение игры «Ил-2 Штурмовик», выпущенной в 2001 году. Действие игры происходит во время Второй мировой войны. В игре появились динамические кампании, развитие событий в которых зависит от эффективности игрока, новые самолёты, включая бомбардировщики, дополнительная наземная техника, новые карты и миссии. Лётная модель подверглась серьёзной переработке.
Вопреки ожиданиям некоторых электронных СМИ, новый симулятор оказался не менее успешным, чем его предшественник.

## Игровой процесс
Отдельные задания — предоставляется возможность играть за одну из пяти сторон (СССР, Германия, Финляндия, Венгрия и США). Игрок получает определённое задание, например, перехватить самолёты противника. Выбор самолётов ограничен.
Карьера — игроку предстоит пройти ряд миссий. Присутствуют как статические, так и динамические кампании: если в первых задачи и соотношение сил четко прописаны авторами миссий, то во вторых игрок может незначительно повлиять на ход боевых действий. Четыре стороны (СССР, Германия, Финляндия, Венгрия). Выбор самолётов также ограничен.
Игра по сети — при игре по интернету могут участвовать до 32 игроков на одном сервере. В зависимости от сервера, выбор самолётов может быть ограничен. Как правило, цель в игре по сети — воздушный бой (догфайт), но существуют и серверы, на которых участникам ставятся определённые задачи по атаке наземных целей или их обороне, которые требуют организованных действий как от бомбардировщиков и штурмовиков, так и от прикрывающих их истребителей.
Простой редактор — здесь игрок может выбрать сам свой сценарий, кто, с кем и в каких количествах будет воевать, максимум 32 самолёта, до 16 с каждой стороны. Выбор самолётов не ограничен.
Полный редактор позволяет создавать собственные миссии и кампании.

### Многопользовательская игра
При игре по сети игрок не может выбирать сложность сам, у каждого сервера существуют свои ограничения. Бой на каждой карте обычно длится определённый промежуток времени, на разных картах могут быть доступны только определённые типы самолётов (зависит от сервера). На большинстве серверов общие правила пишутся в брифинге сервера, а задания на карту — в брифинге перед вылетом, который становится доступным для прочтения после выбора игроком стороны (в большинстве случаев — «красные» или «синие», однако возможны и другие варианты — они обычно практикуются на «дуэльных» серверах). На большинстве серверов используется коммандер — система, ведущая статистический учёт происходящего на сервере: лучшие самолёты, лучшие пилоты, уничтоженные самолёты и наземная техника. Также в ней имеется индивидуальные страницы учёта достижений игроков. Она позволяет вести администрирование сервера — использовать специальные команды, вводимые в строку чата и начинающиеся с символа <, для управления сервером и удаления и предупреждения игроков, нарушающих правила сервера. Команды, начинающиеся с символа <, также могут использовать игроки, не являющиеся игровыми администраторами, для того, чтобы узнать время, оставшееся до конца текущей карты, следующую карту и т. п. Энтузиастами и содержателями серверов, как правило, создаются свои коммандеры, имеющие более-менее схожий функционал.

## Оценки
| Сводный рейтинг | Сводный рейтинг |
| Агрегатор       | Оценка          |
| --------------- | --------------- |
| GameRankings    | 87,39 %         |